# Menshutkin-reactie
De Menshutkin-reactie (alternatieve spellingswijze: Menšutkin-reactie, Menschutkin-reactie) is genoemd naar haar ontdekker, de Russische scheikundige Nikolaj Menšutkin.

Amines kunnen relatief makkelijk gealkyleerd worden met alkylhalogeniden. De reactie is echter moeilijk te controleren waardoor andere synthesewegen geprefereerd worden (bijvoorbeeld reductieve aminatie van ketonen). De reactie is echter wel nuttig als men tertiaire of quaternaire amines beoogt. De Menshutkin-reactie is de reactie van een tertiair amine met een alkylhalegonide ter vorming van een quaternair aminezout. Dikwijls zijn R1 t.e.m. R3 identiek, maar dit is niet noodzakelijk om de reactie gunstig te laten verlopen. Bijvoorbeeld: